# Richterrecht
Richterrecht entsteht in der Rechtsprechung. Es wird nicht von der Legislative (Parlamentsgesetz) oder Exekutive (Rechtsverordnung, autonome Satzung) gesetzt. Ob es sich beim Richterrecht  um objektives Recht oder nur eine Rechtserkenntnisquelle handelt, hängt von der jeweiligen Rechtsordnung ab und ist im Einzelnen umstritten.
Die älteste bekannte Form einer unabhängigen Rechtsbildung sind die irischen Brehon Laws.

## Römisch-germanischer Rechtskreis

### Begriff
Von Richterrecht spricht man, wenn die Gerichte in übereinstimmender und ständiger Rechtsprechung im Wege der Rechtsfortbildung abstrakte Rechtssätze entwickeln und diese bei ihrer Entscheidungsfindung regelmäßig (mit)berücksichtigen. Seine Anerkennung steht heute prinzipiell nicht mehr in Streit, wohl aber sein Umfang und seine Grenzen.

### Geltung
Zwischen der faktischen, soziologischen Geltung und Macht der Rechtsprechung einerseits und der Geltung des Richterrechts als Rechtsquelle ist strikt zu unterscheiden.

#### Die faktische Geltung der Rechtsprechung
In der Praxis haben höchstrichterliche Entscheidungen, etwa die des deutschen Bundesgerichtshofs oder des Obersten Gerichtshofs in Österreich, eine richtungsweisende Bedeutung für untergeordnete Gerichte: Diese werden nicht ohne guten Grund davon abweichen. So ist es Brauch der Untergerichte, sich an der Rechtsprechung ihrer Obergerichte in vergleichbaren Fällen zu orientieren. Dies verhindert die Aufhebung der eigenen Entscheidungen, vermeidet für die Prozessbeteiligten unnötige Kosten und gibt dem Bürger ein notwendiges Stück Rechtssicherheit.

#### Die rechtliche Geltung der Rechtsprechung
Wenn eine bestimmte Rechtsprechung als legitim anerkannt wird und eine allgemeine Durchsetzungschance erlangt, erfüllt sie damit die allgemeinen Kriterien der (gewohnheitsrechtlichen) Rechtsgeltung.

#### Normative Unverbindlichkeit gerichtlicher Entscheidungen
In allen anderen Fällen wird im römisch-germanischen Rechtskreis Richterrecht nicht als Rechtsquelle anerkannt, gilt also der Grundsatz der normativen Unverbindlichkeit gerichtlicher Entscheidungen.
In Deutschland kann grundsätzlich jedes Gericht von den Entscheidungen anderer, auch höherer Gerichte abweichen.
Auch höchstrichterliche Urteile sind kein Gesetzesrecht und erzeugen keine mit diesem vergleichbare Rechtsbindung. Rechtsquelle ist nur das Gesetzesrecht, ggf. auch rechtmäßig entstandenes Gewohnheitsrecht. Der Unterschied zwischen Gesetzesrecht und der Rechtsprechung besteht vor allem darin, dass Gesetzesrecht auf Grund des förmlich bekundeten Willens des Gesetzgebers in einem förmlichen Gesetzgebungsverfahren entsteht und von sich aus normative Bindungswirkung hat: Jeder ist verpflichtet, dem Gesetz zu folgen und es anzuwenden. Bei der Rechtsprechung ist dies nicht der Fall. Sie muss sich aufgrund ihrer inhaltlichen Überzeugungskraft und durch die Gefolgschaft der Gerichte durchsetzen, besitzt also keine normative, sondern nur faktische Wirkung. Ihr kommt keine Allgemeinverbindlichkeit zu; jeder Rechtsanwender kann sie in einem neuen Prozess in Frage stellen oder ignorieren. Kurz, die rechtliche Wirkung von gerichtlichen Entscheidungen über den Einzelfall hinaus beruht allein auf der Überzeugungskraft ihrer Gründe und der Autorität des Gerichts.

##### Ausnahmen

###### Rechtliche Bindung kraft Gesetz
Rechtlich gebunden sind Richter nur an Entscheidungen des Bundesverfassungsgerichts (§ 31 BVerfGG), an Verweisungsbeschlüsse nach § 17a Abs. 2 Satz 3 GVG, sowie die betroffenen Instanzgerichte an die rechtliche Beurteilung des zurückverweisenden Gerichtes (vgl. § 563 Abs. 2 ZPO) und die anrufenden Senate an Entscheidungen des Gemeinsamen Senats bzw. der Großen Senate.
Hinzu kommt die EU-rechtliche Bindung an Entscheidungen des EuGH.

###### Rechtliche Bindung als Gewohnheitsrecht
Eine ständige höchstrichterliche Rechtsprechung kann Gewohnheitsrecht begründen, „wenn dem eine tatsächliche Übung mit breiter Akzeptanz in den beteiligten Verkehrskreisen zugrunde liegt“.
- Beispiel: Die Anerkennung des Sicherungseigentums (gegen den Willen des historischen Gesetzgebers)[6]

###### Rechtliche Bindung im Fall von (gebotener) Rechtsfortbildung
Die Kompetenz der obersten Bundesgerichte zur Rechtsfortbildung ist auch gesetzlich anerkannt (vgl. etwa § 132 Abs. 4 GVG). Auf diese Weise kann sich Richterrecht herausbilden: durch die ständige Rechtsprechung der Obergerichte, an der wiederum sich die (unteren) Gerichte orientieren.
- Beispiel: Die Rechtsprechung zum Arbeitskampfrecht des Bundesarbeitsgerichts und des Bundesverfassungsgerichts.

### Vier Arten des Richterrechts
Typologisch werden üblicherweise vier verschiedene Arten von Richterrecht unterschieden: gesetzeskonkretisierendes, lückenfüllendes, gesetzesvertretendes und gesetzeskorrigierendes Richterrecht.
Unproblematisch sind das gesetzeskonkretisierende und das lückenfüllende Richterrecht. Es ergänzt und vervollständigt defizitäre Gesetze, tritt aber nicht an ihre Stelle. Es gehört zu den Aufgaben der Gerichte, unbestimmte Rechtsbegriffe und Generalklauseln mittels Auslegung zu konkretisieren und auf den vorliegenden Fall anzuwenden. Im Grundsatz unbestritten ist auch die Befugnis der Richter, planwidrige Lücken im System der Normen im Wege der Analogie zu füllen. Allenfalls im Einzelfall bestehen Unklarheiten über den Umfang einer Lücke und ihre Planwidrigkeit. Grenzen analoger Anwendung ergeben sich aus dem eindeutigen Wortlaut und Sinn einer Vorschrift; streng verboten ist eine analoge Anwendung strafrechtlicher Vorschriften zu Lasten des Betroffenen.
Weitgehend anerkannt ist auch das Recht des Richters, Lebensbereiche, die der Gesetzgeber ungeregelt gelassen hat, die gleichwohl aber einer Regelung bedürfen, durch gesetzesvertretendes Richterrecht zu ordnen. Dies geschieht durch Entwicklung richterrechtlicher Prinzipien und Institute unter Rückgriff auf allgemeine Rechtsgrundlagen und verfassungsrechtliche Wertentscheidungen. Zu nennen ist der Bereich des kollektiven Arbeitsrechts, aber auch das allgemeine Verwaltungsrecht bis zum Erlass des Verwaltungsverfahrensgesetzes 1976. Grenzen ergeben sich dort, wo gesetzliche Regelungen unentbehrlich sind und die Verfassung grundrechtseinschränkende Regelungen dem Gesetzgeber vorbehält (z. B. im Jugendstrafvollzug.) Unzulässig ist gesetzesvertretendes Richterrecht im Strafrecht zu Lasten des Betroffenen (Art. 103 Abs. 2 GG).
Grundsätzlich unzulässig ist gesetzeskorrigierendes Richterrecht. Dort wo eine Norm eine abschließende Regelung getroffen hat, also keine der Auffüllung durch Richterrecht zugängliche Regelungslücke aufweist, ist für korrigierendes Richterrecht kein Platz. Eine Auslegung contra legem verstößt gegen die Gesetzesbindung des Richters (Art. 20 Abs. 3 GG) und verletzt den Grundsatz der Gewaltenteilung (Art. 20 Abs. 2 Satz 2 GG).
Allerdings hat das Bundesverfassungsgericht in zwei Entscheidungen (Soraya-Entscheidung 1973 und zu nichtehelichen Gemeinschaften im Mietrecht, 1990) bezogen auf ältere gesetzliche Regelungen Richter zu einer »freieren Handhabung der Rechtsnormen« berechtigt gesehen, wenn das geschriebene Gesetz bei einer am Wortlaut haftenden Auslegung seine Funktion nicht mehr erfüllt. Mit dem »Altern der Kodifikation«, also mit dem zunehmenden Abstand zwischen Gesetzesbefehl und richterlicher Entscheidung, wachse die Freiheit des Richters zur schöpferischen Fortbildung des Rechts. Eine Norm stehe ständig im Kontext der sozialen Verhältnisse und der gesellschaftlich-politischen Anschauungen, auf die sie wirken soll; ihr Inhalt könne und müsse sich unter Umständen mit ihnen wandeln. Die tatsächliche oder rechtliche Entwicklung könne eine bis dahin eindeutige und vollständige Regelung lückenhaft, ergänzungsbedürftig und zugleich ergänzungsfähig werden lassen, da Gesetze in einem Umfeld sozialer Verhältnisse und gesellschaftspolitischer Anschauungen stehen, mit deren Wandel sich auch der Norminhalt ändern kann.
Das BVerfG selbst hat dies nicht dem Bereich des korrigierenden Richterrechts zugeordnet, sondern spricht (verharmlosend) von analoger Rechtsanwendung, obwohl hier die Grenzen zulässiger Analogie überschritten worden sind. Im Ergebnis könnte diese Rechtsprechung in Fällen gewandelter Lebensumstände zu einer Rechtsauslegung contra legem (ver-)führen und damit möglicherweise gesetzeskorrigierendes Richterrecht scheinbar rechtfertigen. Dies wäre verfassungsrechtlich unzulässig. Allenfalls bei vor-konstitutionellem Recht, also Gesetzen, die vor dem ersten Zusammentritt des Bundestages 1949 erlassen worden sind und daher nicht nach Art. 100 GG dem Bundesverfassungsgericht zur konkreten Normenkontrolle vorgelegt und von ihm überprüft werden können, dürfen Richter contra legem, also gesetzeskorrigierend entscheiden. Darüber hinaus ist es mit dem Demokratieprinzip und dem Grundsatz der Gewaltenteilung unvereinbar, wollte ein zur Rechtssetzung nicht legitimierter Richter die von ihm dem Grundgesetz entnommenen Wertvorstellungen an die Stelle der Wertungen des Gesetzgebers setzen und dabei eine eindeutige gesetzliche Entscheidung korrigieren. Bei nachkonstitutionellen Gesetzen greift die Sperrwirkung des Gewaltenteilungsgrundsatzes zugunsten des Gesetzgebers. Allein dessen Aufgabe ist es, das Veraltern »seiner« Gesetze zu beobachten und ggf. korrigierend einzugreifen. Für nachkonstitutionelles Recht gelten daher uneingeschränkt die Aussagen des Bundesverfassungsgerichts, dass ein Richter die Entscheidungen des Gesetzgebers nicht aufgrund eigener rechtspolitischer Vorstellungen verändern und sich nicht aus der Rolle des Normanwenders in die Rolle des Normgebers begeben darf.

## Anglo-amerikanischer Rechtskreis
In den Bereichen, für die die Legislative noch kein Recht – im Englischen statute law – gesetzt hat, entsteht das Recht durch richterliche Rechtsgewinnung – im Englischen case law –, das dann als Präzedenzentscheidung für gleichartige zukünftige Fälle Recht setzt. In dem Maße, in dem die gesetzliche Regelungsdichte zunimmt, verkleinert sich der Spielraum für das Richterrecht. In den Vereinigten Staaten wird der US Supreme Court wegen seiner bisweilen weiten Auslegung verfassungsrechtlicher Vorschriften für seinen juristischen Aktivismus kritisiert.